# Локвањи
Фамилија локвања (Nymphaeaceae) је фамилија вишегодишњих водених биљака са снажно развијеним ризомом, листовима срцастог облика, спирално распоређеним, пливајућим, ретко издигнутим изнад воде. Цветови су двополни, актиноморфни, јарких боја, бројне „латице" представљају углавном стаминодије - стерилне прашнике - а не круничне листиће. Плод је збирни или синкарпан. Фамилија обухвата 6 родова, са око 58 врста. Биљке ове фамилије распрострањене су скоро космополитски, нема их у великим пустињама (Сахара, Арабијска пустиња), на великим географским ширинама (северни Сибир, Канадски архипелаг), ни у Аустралији, Новој Гвинеји и делу Јужне Америке.

## Систематика и филогенија
Старост групе је потврђена и фосилним налазима. Нађени су фосили Nymphaeaceae који потичу из доње Креде (пре око 90 милиона година), а претпоставља се за неке још старије да су такође део ове фамилије. Претпоставља се да се настанак групе Nymphaeaceae десио пре 144-111 милиона година, а одвајање данашњих родова пре 51-40 милиона година. На основу фосилних налаза може се закњучити да је фамилија раније била много разноврснија и богатија врстама. 
Фамилија Nymphaeaceae је једна од најпримитивнијих фамилија скривеносеменица, настала секундарним повратком копнених биљака у водену средину. Услед модификација (углавном поједностављења анатомије) које прате овакву промену средине, карактеристике фамилије су специфичне и веома другачије од предачких група (тропско дрвеће!). Неке од карактеристика су додуше увек сматране примитивнима или прелазнима између карактеристика монокотиледоних и дикотиледоних биљака. Када је напуштена ексклузивна дихотомија скривеносеменица на основу броја котиледона, фамилија Nymphaeaceae се нашла изван обе групе, као старија од њих. Овај примитиван положај фамилије је подржан истраживањима молекуларне и биохемијске систематике. 
Молекуларногенетичке анализе једарне ДНК имале су интересантан резултат - фамилија Cabombaceae је сродна са родом Nuphar. Nymphaeaceae заједно са фамилијом Cabombaceae чине ред Nymphaeales. Понекад се фамилија Cabombaceae укључује у фамилију Nymphaeaceae (APG). Овакво класификационо становиште подржано је резултатима поменутих филогенетских истраживања.
Фамилија Nymphaeaceae се дели на две потфамилије - Nupharoideae (са једним родом - Nuphar и десетак врста) и Nymphaeaoideae (5 родова -Barclaya, Euryale, Nymphaea , Ondinea, Victoria). Прву потфамилију карактерише основни број хромозома =17, и 10-18 ксилемских канала у кореновима. За потфамилију Nymphaeoideae карактеристични су бројеви хромозома =10, 12, 14-18; као и 5-9 ксилемских канала.

## Галерија
- цветни дијаграм рода Nymphaea, карактеристичан за фамилију